# Invasiones Francesas de Brasil

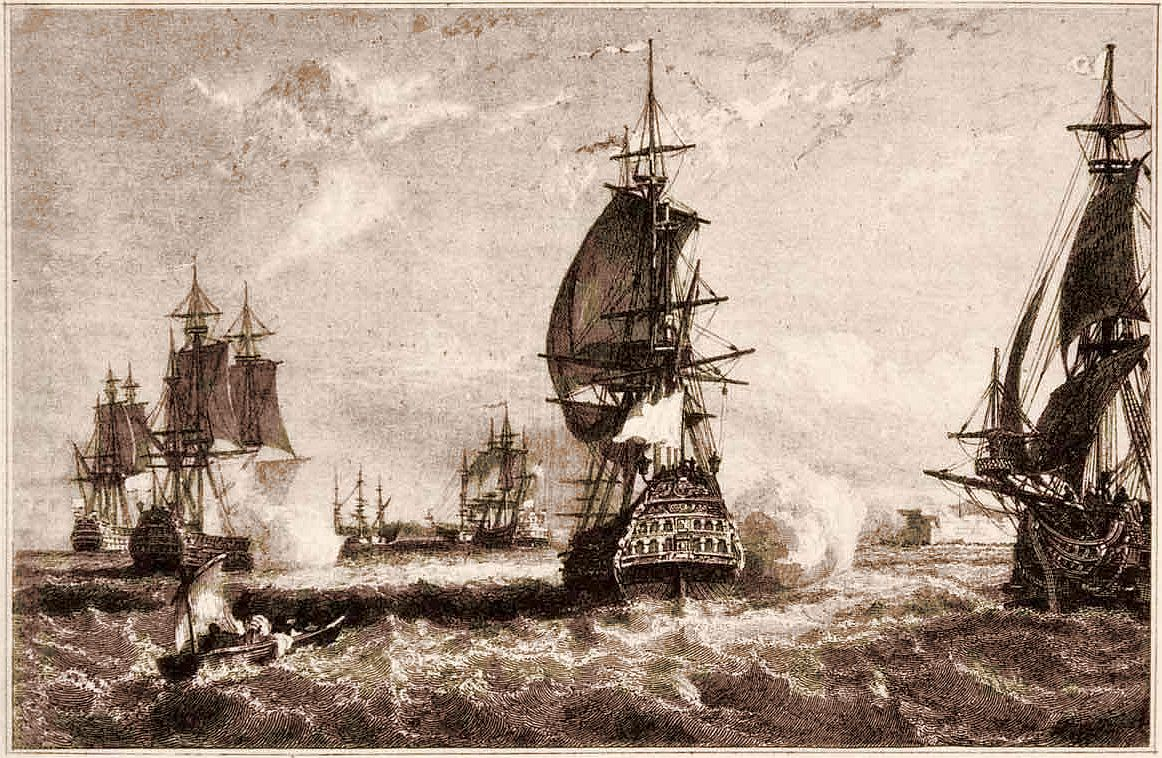
Escuadrón corsario de René Duguay-Trouin en la bahía de Guanabara, en septiembre de 1711, durante la Batalla de Río de Janeiro.

Las invasiones francesas al Brasil fueron conflictos armados que se dieron desde los primeros tiempos de la colonización portuguesa hasta fines del siglo XIX.
La presencia francesa en el Brasil colonial durante el Siglo XVI se inscribe en un contexto de desafío y competencia internacional que se articuló a través de la controversia en torno al Tratado de Tordesillas. Este tratado, que dividía el nuevo mundo entre España y Portugal, no cesó de ser cuestionado, especialmente por los intereses de naciones como Francia. Francisco I de Francia, buscando expandir su influencia, argumentó la existencia del "Testamento de Adán" como un fundamento para la reclamación de tierras en el continente sudamericano. Este argumento, sustentado en la idea de que la soberanía sobre las nuevas tierras debía ser reclamada por todos, fomentó la práctica corsaria como medio para acceder a valiosos recursos naturales, como el palo brasil (Cæsalpinia echinata).
A partir de este punto inicial, la incursión de Francia en las costas de Río de Janeiro en 1555 y en Maranhão en 1594 se consolidó como un intento de establecer colonias permanentes. La fortaleza de la posición francesa durante esta etapa puede atribuirse a sus alianzas estratégicas con las comunidades indígenas locales, particularmente los tupinambás. Esta alianza les permitió no solo desafiar la dominación portuguesa, sino también controlar áreas estratégicas que facilitaban el acceso a las rutas comerciales y a la extracción de recursos.
Sin embargo, el panorama comenzó a cambiar con la entrada de Portugal en la Unión Ibérica. La capacidad de los portugueses para movilizar recursos y tropas se vio incrementada, lo que les permitió contrarrestar las incursiones francesas debilitando sus posiciones en la región. Las victorias decisivas sobre las fuerzas bretonas y normandas en el área de Potiguara marcaron un punto de inflexión, llevando a la desarticulación de la alianza franco-tupí y a la eventual reducción de la influencia francesa en la costa brasileña.
En conclusión, la presencia francesa en Brasil durante el siglo XVI, aunque inicialmente prometedora y respaldada por alianzas indígenas, se vio marcada por un contexto de intensas rivalidades imperiales. La consolidación de Portugal bajo la monarquía de los Habsburgo transformó drásticamente el equilibrio de poder, permitiendo a los portugueses recuperar el control sobre las áreas que habían sido un bastión de la ambición colonial francesa.

## Relaciones con los indígenas
Antes de que los portugueses colonizaran parte de Brasil, los franceses ya se habían asentado en la costa para comerciar con "pau-de-tinta", como se llamaba a la madera de Brasil. Una de las estrategias utilizadas para mantener su amistad era el "cunhadismo", que se basaba en juntarse con mujeres indias para formar sólidos lazos familiares y de amistad. Capistrano de Abreu relató en sus crónicas que durante mucho tiempo no se sabía si Brasil era portugués o francés. Tal era la fuerza de la presencia y el poder de la influencia francesa sobre los indios.
En el libro "O Povo Brasileiro", el escritor Darcy Ribeiro subraya:

El principal [núcleo de mestizos caboclos] fue el que se asentó en Guanabara, junto con los Tamoios de Río de Janeiro, generando más de mil mamelucos que vivían a lo largo de los ríos que desembocan en la bahía. Incluso en Isla del Gobernador, donde se establecería la Francia Antártica. Otros mamelucos generados por los franceses fueron con los Potiguaras, en Paraíba, y con los Caetés, en Pernambuco. Alcanzaron cierta prosperidad gracias a las mercancías que inducían a los indios a producir y cargar en numerosos barcos. Sus mercancías eran principalmente pau-de-tinta, pero también negociaban por pimenta-da-terra, algodón, además de curiosidades como el soíns y loros.

Con la conquista definitiva del litoral del país, a principios del siglo XVII, los franceses comenzaron a frecuentar menos la costa brasileña. Sin embargo, los ya establecidos continuaron conviviendo con los indígenas y sus hijos mestizos.

## Brasil colonial

### De Paraíba a Ceará
Fue en la isla de Santo Aleixo donde tuvo lugar la primera invasión francesa de Brasil, que se extendió desde marzo a diciembre de 1531, cuando fueron expulsados por soldados portugueses. Durante la ocupación francesa, la isla recibió el nombre de "Île Saint-Alexis".

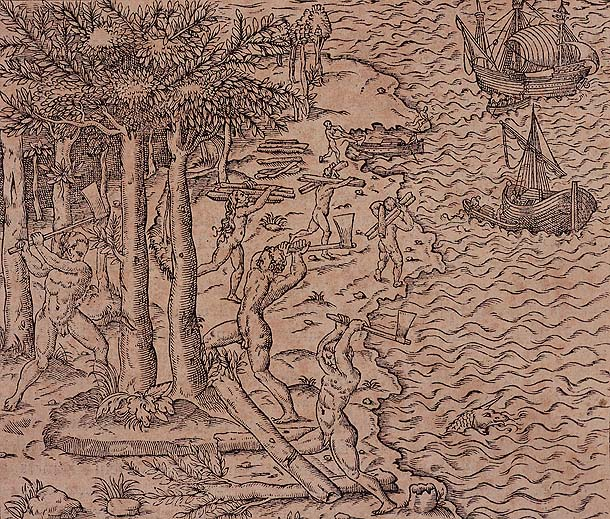
Corte de madera de Brasil (André Thevet, 1575).

Según la información del mapa de Jacques de Vau de Claye ("Le Brésil", 1579), Francia tenía el proyecto de conquistar la costa de la región nordeste entre la desembocadura del río São Domingos (actual río Paraíba) y el río Acaraú (actual estado de Ceará). El mapa, que presenta las armas de Filippo Strozzi, contiene diversas informaciones estratégicas como la asistencia de cerca de diez mil indígenas, entre ellos Tapuias, que vivían a lo largo de las orillas interiores de los ríos Ceará y Río Grande.
Con respecto al actual territorio de Paraíba, se indica la bahía de São Domingos, de donde partía el camino donde los salvajes van a adquirir el palo de Brasil y hay cuarenta leguas de camino después de São Domingos hasta la selva y el llamado "bosque donde se recoge el palo de Brasil", correspondiente a la primitiva formación vegetal que prosperaba en la cuenca hidrográfica del río Paraíba.
Este proyecto fue abortado por el desastre militar francés en la batalla naval de Vila Franca en la que Strozzi pereció frente a las Azores, en el contexto de la crisis sucesoria de 1580 en Portugal.
En cualquier caso, la presencia francesa continuó en la región hasta el punto de que Gabriel Soares de Sousa en su obra "Tratado Descritivo do Brasil" de 1587) enumera los lugares de la costa de Río Grande del Norte frecuentados por los franceses en la época:
- la ensenada de Itapitanga (Pitininga);
- el río Pequeno, o Baquipé, más tarde llamado Ceará-mirim, donde penetraban las chalupas francesas que iban allí a recoger madera de brasil de los indígenas, "que son de los barcos que se recogen en la ensenada de Itapitanga";
- el Río Grande, o Potengi, donde los franceses iban a menudo a cargar;
- el puerto de Búzios, en la desembocadura del río Pirangi, donde las carabelas entran desde la costa en un arroyo, que en este lugar entra en el mar;
- la ensenada de Tabatinga, entre el puerto de Búzios e Itacoatiara (punta de Pipa), ”donde también hay un manantial y abrigo para embarcaciones, donde los barcos franceses solían anclar detrás de la punta y cargar palo de brasil”; y
- la ensenada de Aratipicaba (bahía de Formosa), "donde los barcos franceses entran por los arrecifes y cargan sus mercancías".

En cuanto a la costa de la actual Paraíba, el cronista menciona la bahía de la Traición ("En esta bahía los franceses hacen cada año much palo de tinta y cargan muchos barcos"), el río São Domingos (actual río Paraíba) donde entraban todos los años "para cargar palo de tinta con el que mataban lo que superaban lo que iba al Reino de las demás capitanías de los portugueses" y la región comprendida entre los ríos Ararama (actual río Gramame) y Abionaviajá (actual río Abiaí), donde "anclaban antiguamente los navíos franceses, y desde aquí entraban".
Otros relatos contemporáneos confirman que el principal puerto frecuentado por los franceses en la Capitanía del Río Grande era el río Potengi, donde también recalaban barcos ingleses. En ese fondeadero se hacían las reparaciones necesarias a los navíos y se obtenían provisiones frescas. Según Fray Vicente de Salvador, en Río Grande los "franceses comerciaban con los potiguares, y desde allí también asaltaban los barcos que iban y venían de Portugal, llevándose no sólo sus haciendas, sino también a sus gentes, y vendiéndolas a los gentiles para que se las comieran“”.
El topónimo "Refoles" (antiguamente "nau de Refoles"), que coincide con el tramo del Potengi donde actualmente se encuentra la Base Naval de Natal, recuerda la presencia del francés Jacques Riffault en la región. En el puerto de Búzios había una gran concentración de franceses, varios de ellos unidos a mujeres potiguares. En el río Potengi, a unos tres kilómetros por encima de su desembocadura, se conservan las ruinas de un antiguo edificio de piedra que pudo haber sido un puesto comercial o una fortaleza francesa.
La presencia francesa en la región cesó con la presencia de tropas al mando del capitán mayor de la capitanía de Pernambuco, Manuel Mascarenhas Homem, que llegó a la desembocadura del Potengi el 25 de diciembre de 1597, iniciando la construcción de la Fortaleza de los Reyes Magos (enero de 1598), reforzada por las del capitán mayor de la capitanía de Paraíba, Feliciano Coelho de Carvalho a partir de abril de 1598.

### Francia Antártica
En 1555, una expedición de un centenar de hombres en dos barcos al mando de Nicolas Durand de Villegagnon se dirigió a la bahía de Guanabara con el objetivo de establecer un centro de colonización. Inicialmente desembarcaron en la Isla Rattier (actual Fuerte Tamandaré de Laje), intentando construir una batería defensiva, pero fueron rechazados por la subida de la marea. Luego viajaron a la isla de Serigipe (actual isla Villegagnon), donde se establecieron definitivamente, construyendo el Fuerte Coligny.
En la llamada Francia Antártica se asentaron colonos protestantes calvinistas y católicos que trataban de evitar las guerras religiosas que dividían Europa en aquella época.
En 1558 Villegagnon regresó a Francia tras los incidentes provocados por la indisciplina de algunos colonos que buscaban a los nativos locales y por las rencillas entre católicos y protestantes. Condenó a muerte a varios colonos y los ejecutó, expulsando a los calvinistas a las orillas de la bahía. Regresó a París para intentar convencer a las parejas francesas de que se embarcaran hacia Guanabara y formaran una ciudad.

#### La campaña portuguesa de 1560

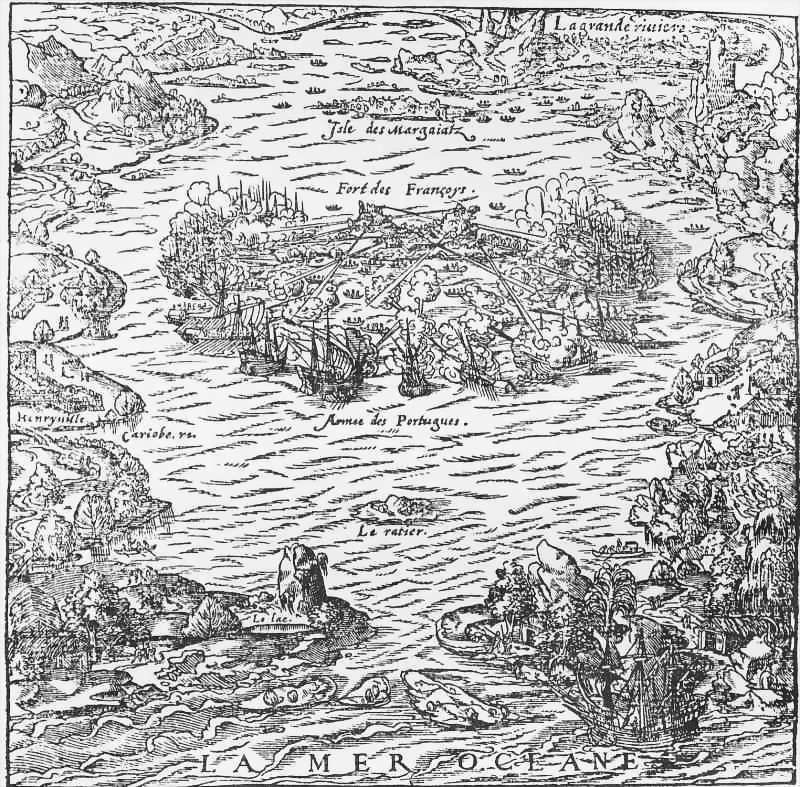
Esquema del ataque de Mem de Sá a los franceses en la bahía de Guanabara en 1560. Autoría desconocida, 1567

Este intento de colonización fue erradicado militarmente por Estácio de Sá, sobrino de Mem de Sá, tercer gobernador general de Brasil, quien, con información sobre proporcionada por los disidentes franceses Jean de Cointac y Jacques Le Balleur, y refuerzos de la Capitanía de San Vicente, abrió fuego el día 15 de marzo desde sus barcos contra las defensas de la isla. Después, mediante un ardid, consiguió desembarcar hombres y artillería en la isla que fue conquistada al día siguiente arrasando el fuerte. El día 17 se celebró una misa solemne en acción de gracias por la victoria.

#### La campaña de 1565 - 1567

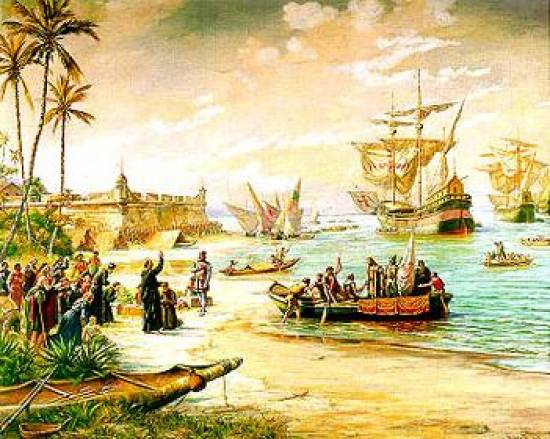
Partida de Estácio de Sá, pintura de Benedito Calixto (1853-1927) que muestra al Padre Manuel da Nóbrega bendiciendo a la escuadra que iba a combatir a los franceses.

Los remanentes franceses que se habían refugiado con las tribus indígenas de la región fueron posteriormente liquidados por su sobrino, Estácio de Sá en una campaña que duró desde 1565 hasta 1567, cuando se fundó la ciudad de São Sebastião do Río de Janeiro (1 de marzo de 1565), al pie del morro Cara de Cão.
Tras la derrota de los franceses y sus aliados indígenas en las batallas de la playa de Glória (hoy desaparecida) y de la actual isla del Gobernador (1567), la ciudad fue trasladada a la cima del morro do Descanso, posteriormente llamado Alto da Sé, Alto de São Sebastião, Morro de São Januário y, finalmente, Morro do Castelo, derruido en 1922.

#### Los franceses en Cabo Frio
A pesar del fracaso de su intento de asentamiento en la bhía de Guanabara, la presencia francesa continuó siendo significativa en otras partes de la costa donde mantuvieron puestos de comercio como la Maison de Pierre en la costa de Cabo Frío.

### Francia equinoccial
Mientras tanto, un segundo intento organizado de colonización francesa tuvo lugar en la isla de Upaon-Açu, en Maranhão, a partir de 1594. El 8 de septiembre de 1612, liderados por Daniel de La Touche, los franceses fundaron la ciudad de São Luís. Tras la batalla de Guaxenduba, el 19 de noviembre de 1614, la presencia francesa en la región duró hasta que fue erradicada por tropas portuguesas e indígenas en 1615.

### Los corsarios
Hasta el siglo XVIII, era común que piratas y corsarios de diversas nacionalidades saquearan aldeas y engenhos en la costa brasileña. El descubrimiento de oro en el interior de Minas Gerais reavivó la codicia de estos atrayéndolos hacia la costa del Sudeste de Brasil. Entre las incursiones más famosas están la del corsario Jean-François Duclerc (1671-1711) en agosto de 1710 y la de René Duguay-Trouin en septiembre de 1711, ambas en la ciudad de Río de Janeiro.

#### Invasión de Duclerc (1710)
En el contexto de las hostilidades entre Francia e Inglaterra, el rey Luis XIV de Francia autorizó el corso en los dominios de ultramar de Portugal, tradicional aliado de los británicos. El rey fomentó el corsarismo permitiendo a particulares armar sus barcos y ofreciéndoles autorización (patente de corso), a cambio de una parte de los beneficios, para atacar los barcos y posesiones de potencias extranjeras enemigas, entre ellas Portugal. Por este motivo, a mediados de agosto de 1710, Jean-François Duclerc, al mando de seis barcos y unos 1,200 hombres, apareció en la desembocadura de la bahía de Guanabara enarbolando banderas inglesas a modo de disfraz. Las autoridades de Río de Janeiro, alertadas por la Metrópoli, ya esperaban la llegada del corsario francés, por lo que el fuego combinado de la Fortaleza de Santa Cruz da Barra y la Fortaleza de São João repelió a la flota el 16 de agosto.
Los franceses navegaron hacia el suroeste a lo largo de la costa en dirección a la bahía de isla Grande, saqueando granjas y molinos. Llegaron a la desembocadura de Guaratiba donde desembarcaron y marcharon por tierra hasta la ciudad de Río de Janeiro. En el camino, pasaron por Camorim, Jacarepaguá, Engenho Novo y por el Engenho Velho perteneciente a los padres de la Compañía de Jesús, descansando en este último. Al día siguiente continuaron por la región de Mangue llegando al borde de la colina de Santa Teresa (después rúa de Mata-Cavalos, hoy rúa do Riachuelo), hasta el morro de Santo Antônio, que bordearon hasta la Lagoa do Boqueirão. Por la rúa da Ajuda (actual Melvin Jones) y la rúa de São José, llegaron al Largo do Carmo (actual Plaza Quince de Noviembre), donde encontraron resistencia de los habitantes en armas, siendo la acción más notable la de los estudiantes del Colegio de los Jesuitas, liderados por Bento do Amaral Coutinho, que descendieron del Morro do Castelo. En esta escaramuza, se dice que los franceses perdieron 400 hombres. Duclerc, que los comandaba, fue recluido bajo arresto domiciliario en la actual rúa da Quitanda. Fue asesinado en condiciones misteriosas por un grupo de encapuchados pocos meses después, el 18 de marzo de 1711, creyendo algunos autores que fue por motivos pasionales.
La población de la ciudad celebró con entusiasmo la victoria durante varios días. Desgraciadamente, las autoridades coloniales sobrestimaron la capacidad del sistema defensivo de la barra, y se extendió la creencia de que, tras semejante derrota, ningún corsario volvería a intentar forzarla, lo que resultó ser incorrecto.

#### La invasión de Duguay - Trouin (1711)

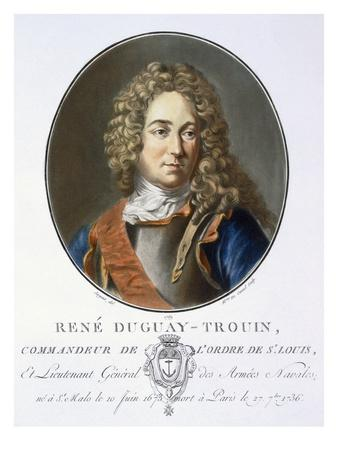
René Duguay-Trouin.

A la iniciativa de Duclerc siguió otra, más grande y mejor equipada, al año siguiente.
El 12 de septiembre de 1711, al amparo de la bruma matinal, aprovechando un viento favorable, una escuadra de 17 o 18 navíos, armada con 740 piezas de artillería y 10 morteros, con una dotación de 5,764 hombres, al mando del corsario francés René Duguay-Trouin, entró en la bahía de Guanabara, eludiendo el fuego de las fortalezas que habían sido evacuadas tres días antes gracias a un informe recibido por el entonces gobernador de la Capitanía de Río de Janeiro, Francisco de Castro Morais (1699-1702), de que la noticia de la llegada de esta escuadra francesa era falsa.
Duguay-Trouin sólo se enfrentó a la resistencia de tres habitantes descontentos con las decisiones del gobernador Francisco de Castro Morais, apodado "la Vaca": El normando naturalizado portugués, Gil du Bocage, Bento do Amaral Coutinho, y su compañero el fraile Francisco de Menezes, junto a los alumnos de los frailes benedictinos, hijos de Domingos Leitão, Rodrigo de Freitas, Gurgel do Amaral, Teles de Menezes, Martim Clemente y Aires Maldonado.
El éxito corsario costó caro a la ciudad, que tuvo que pagar un valioso rescate por su libertad (noviembre de 1711): 610 000 cruzados en moneda, 100 cajones de azúcar y 200 cabezas de ganado.

#### La invasión de Fernando de Noronha
El 16 de enero de 1504, el rey Manuel I de Portugal donó el archipiélago a Fernão de Noronha en régimen de capitanía hereditaria, pero ni él ni sus descendientes estaban interesados en colonizarlo.
Las islas fueron visitadas por alemanes (1534), ingleses (1577) y franceses (1556, 1558). En 1612, de camino a Maranhão, Daniel de La Touche permaneció allí quince días. Los holandeses ocuparon las islas de 1629 a 1654 (ver: Invasiones holandesas en Brasil).
En 1736, la Compañía Francesa de las Indias Orientales envió una expedición al mando del capitán Lesquelin. Fernando de Noronha fue ocupada y colonizada. Al ser informado, el Virrey de Brasil, André de Melo e Castro, 4º Conde de Galveias, envió observadores al archipiélago el 28 de septiembre de 1736, encargados de confirmar la invasión. El rey Juan V ordenó la expulsión de los invasores, emitiendo una Carta Real el 26 de mayo de 1737 al gobernador de Pernambuco, Henrique Luís Freire de Andrade, para que cumpliera la orden. El virrey organizó una expedición de 250 hombres, bajo el mando del coronel João Lobo de Lacerda. Partiendo de Pernambuco el 6 de octubre de 1737, esta fuerza expulsó a los invasores franceses, regresando a Recife el 11 de julio de 1738.

## Imperio de Brasil

### Cabanagem
El Cabanagem (1835-1840) fue una revuelta popular, centrada en Belém y extendiéndose a Amazonas, Roraima y Amapá. El regente Diogo Antônio Feijó solicitó ayuda (que le fue denegada) a portugueses, británicos y franceses para contener la revuelta. Francia, que reclamaba la propiedad de territorios en la Amazonia brasileña, estaba interesada en una posible secesión de esa región. En Amapá, el apoyo francés al movimiento llegó a amenazar la integridad territorial de Brasil.

## República de Brasil

### Intrusión francesa en Amapá
El descubrimiento de oro en la región a finales del siglo XIX reavivó el interés de brasileños y franceses por la región.
En mayo de 1895, el gobernador de la Guayana Francesa (sin autorización del gobierno francés) envió la cañonera Bengalí al município Amapá. Un grupo de 60 soldados al mando del capitán Lunier desembarcó con la misión de liberar al colaboracionista Trajano Benítez que lideraba la República de Cunani dentro de la esfera de influencia de Francia. Francisco Xavier da Veiga Cabral comandó la reacción brasileña contra la intrusión causando la muerte de Lunier y otros soldados franceses. La fuerza francesa masacró a la población civil pero la acción de Cabral detuvo la invasión francesa y se convirtió en un héroe nacional. Los brasileños y los franceses apelaron a un arbitraje internacional, llevado a cabo por Walter Hauser, presidente de Suiza, que falló a favor de Brasil el 1 de diciembre de 1900.

### Guerra de Langostas

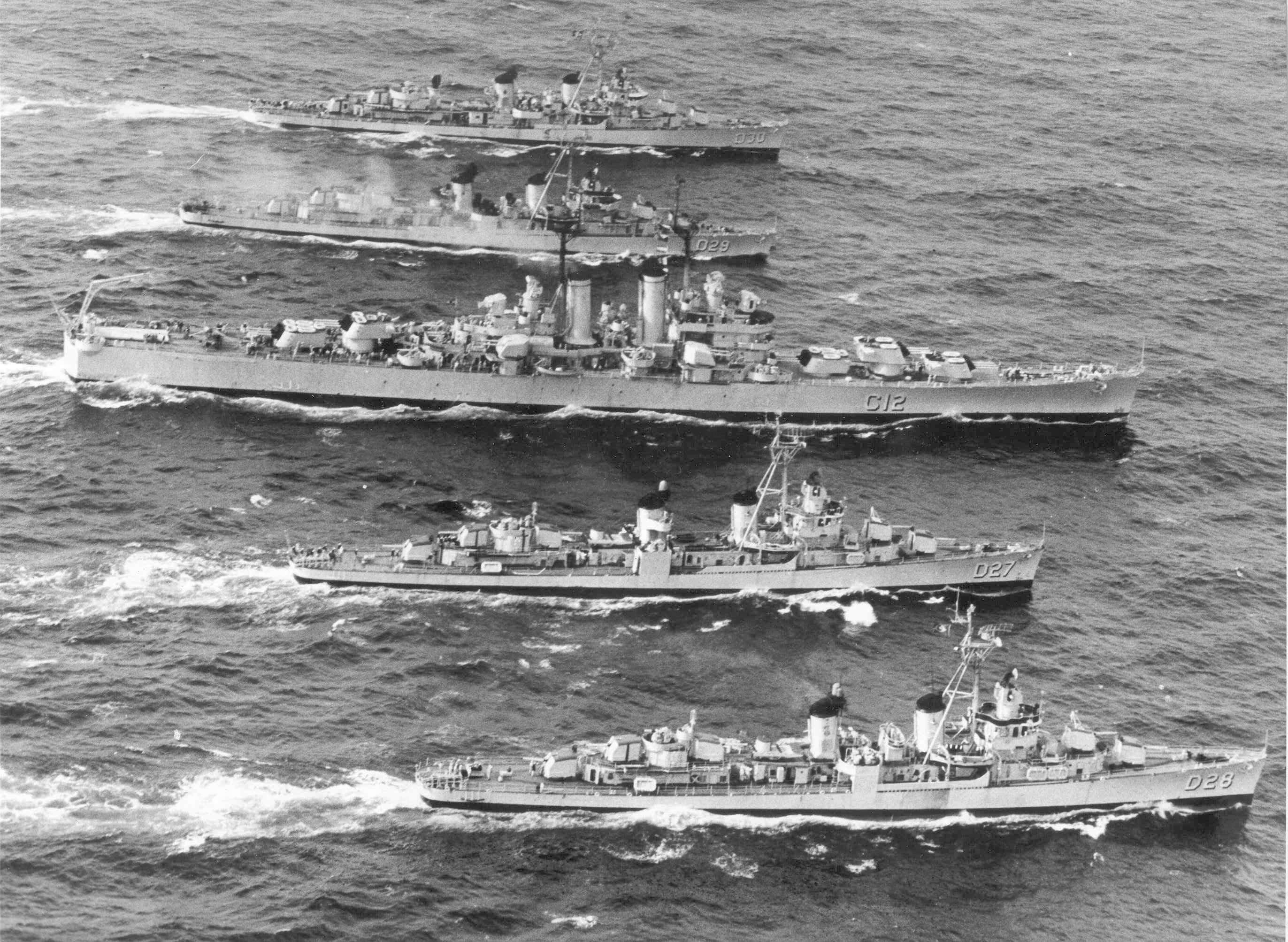
Crucero C Tamandaré (centro) escoltado por los destructores clase Fletcher Pará (D-27), Paraíba (D-28), Paraná (D-29) y Pernambuco (D-30) en 1961, durante la Guerra de la langosta.

También se dio el episodio de la Guerra de la langosta, entre 1961 y 1963, que giró en torno a la captura ilegal de langostas por buques pesqueros franceses en mar territorial brasileño frente a las costas de la región nordeste de Brasil. 
En 1961, pescadores de Pernambuco alertaron a las autoridades de la presencia de pesqueros franceses frente a las costas brasileñas La marina y la aviación brasileñas comenzaron a vigilar la zona lo que llevó a Francia a movilizar su fuerza aérea mientras Brasil preparaba un plan para ocupar la Guayana Francesa, la Operación Cabralzinho. A pesar de las tensiones generadas, se evitó una verdadera guerra.